# Al-Akhtal
Ghiyāth ibn Ghawth b. al-Ṣalt b. Ṭāriqa al-Taghlibī, noto anche con lo pseudonimo di al-Akhṭal (in arabo الأخطل) (in arabo غياث بن غوث بن الصلت بن طارقة ﺍﻟﺘﻐﻠﺒﻲ‎?; al-Hira, 640 – Giazira, 710), è stato un poeta arabo cristiano.
Della tribù araba dei Banū Taghlib, al-Akhṭal (Il loquace) - nato ad al-Ḥīra, o nei pressi di Ruṣāfa - fu un poeta molto stimato, soprattutto per la sua satira (naqīḍa, pl. naqāʾiḍ) che egli più volte espresse al servizio dei suoi protettori, gli Omayyadi.

## Biografia
Vissuto nel periodo del califfato degli Omayyadi, della sua vita si conoscono pochi aspetti, tranne il fatto che rimase presto orfano di madre e che fu allevato dalla matrigna, tanto crudele da non risparmiargli fatiche e umiliazioni. Poi sappiamo che si sposò, per divorziare in seguito, e che visse in parte a Damasco, diventando il poeta preferito dai primi Califfi del ramo marwanide degli Omayyadi.
Visse anche in Mesopotamia, assieme alla sua tribù, partecipando agli scontri tra i Banu Taghlib e i Qaysiti, come testimoniato dalle sue satire.
Nella disputa letteraria tra i due poeti a lui contemporanei, Jarir ibn Atiyya e al-Farazdaq, prese le parti di quest'ultimo. Al-Akhṭal, Jarīr e Farazdaq rappresentavano un trio di poeti molto celebre nel mondo arabo, ma non c'è mai stato accordo su quale di loro fosse il migliore. Senza dubbio durante l'epoca degli Abbasidi il fatto che al-Akhṭal fosse cristiano giocava contro di lui, ma Abū ʿUbayda Maʿmar ibn al-Muthannā lo considerò il migliore di tutti perché tra le sue poesie c'erano dieci qaside perfette e altre dieci quasi perfette, cosa che non si poteva dire per gli altri due.
La maggior parte delle sue poesie consiste in panegirici in onore dei suoi mecenati e in satire sui suoi e loro rivali che, tuttavia, sono più sobrie e misurate di quanto non si usasse fare al tempo.
In suo onore è stato battezzato il cratere Al-Akhtal, sul pianeta Mercurio.